# GEMTEX
Le GEMTEX (Génie des Matériaux Textiles) est le laboratoire de recherche de l'École nationale supérieure des arts et industries textiles (ENSAIT), situé à Roubaix. 

Les thématiques de recherche du laboratoire abordent des domaines variés allant de la chimie à la mécanique, l'automatique, le génie des procédés ou encore les matériaux et leur modélisation, toujours en lien avec le textile. Le GEMTEX est le 1er laboratoire de recherche textile français et le 5e laboratoire de recherche textile européen (classement Noeton TexRank 2012).

## Historique
Le laboratoire GEMTEX a été créé en 1992 à Roubaix en tant que laboratoire de recherche de l'école d'ingénieurs ENSAIT.
Depuis 2000, le GEMTEX dédie ses activités à la recherche appliquée, tout particulièrement dans les domaines industriels tels que l'aéronautique et les transports.
La création de la cellule de transfert de technologies « EUGENIE » en 2008 à l'ENSAIT est venue renforcer les liens entre recherche académique et applications industrielles au sein du GEMTEX. Créé en octobre 2012, le CETI (Centre Européen des Textiles Innovants) situé à Tourcoing noue également des liens avec le GEMTEX, notamment dans la création et le suivi de projets innovants dans de nombreux domaines textiles. Aujourd'hui, le GEMTEX est composé de membres de l'ENSAIT ainsi que de l'école d'ingénieurs HEI située à Lille. En 2012, le cabinet de conseil Noeton situé aux Pays-Bas a classé le laboratoire GEMTEX au 5e rang européen pour son excellence scientifique dans le domaine des textiles. Le classement prenait en compte la production scientifique, les implications industrielles, le capital humain, la transparence et la responsabilisation du laboratoire. Ce classement place le GEMTEX derrière l'École supérieure polytechnique de Rhénanie-Westphalie (RWTH) à Aix-la-Chapelle, l'université de Manchester, l'université technique de Dresde en Allemagne et l'université de Boras en Suède.

## Gouvernance
L'Équipe de direction du laboratoire GEMTEX est constituée des entités suivantes :
- un directeur ;
- un comité de direction ;
- un conseil de laboratoire ;
- un comité d’orientation.

## Thématiques de recherche
Trois groupes thématiques de recherche existent actuellement au sein du GEMTEX :
1. le groupe MTP ;
2. le groupe MTC ;
3. le groupe HCD.

Certains projets de recherche sont développés au sein d'un seul groupe, d'autres sont multi-thématiques et répartis entre plusieurs groupes. 
Les thématiques de recherche du GEMTEX appartiennent à cinq sections CNU : 33 (Chimie des matériaux), 60 (Mécanique, Génie mécanique et Génie civil), 61 (Génie informatique, Automatique et Traitement du signal), 62 (Énergétique et Génie des procédés) et 63 (Électronique, Optronique et Systèmes).

### MTP: Multifunctional Textiles and Processes
Le groupe MTP participe aux recherches impliquant la chimie, la science des matériaux et le génie des procédés. Ses trois thématiques de recherche principales sont le développement de fibres fonctionnelles, le développement de textiles à structure contrôlée et la fonctionnalisation de surfaces textiles. 
La microencapsulation, l'incorporation de nanocharges ou encore la fonctionnalisation par traitement plasma sont des exemples de recherches actuellement menées. Les applications de ces recherches se trouvent dans les domaines du bâtiment, du transport, de l'hygiène, de la santé, des équipements de protection individuelle (EPI), de l'habillement mais aussi de l'alimentaire.

### MTC: Mechanics and Textiles Composites
Le groupe MTC axe principalement ses recherches sur les matériaux composites, plus particulièrement sur les renforts textiles pour matériaux composites. Ceux-ci sont l'objet d'un intérêt croissant dans le domaine des transports et notamment de l'aéronautique où les matériaux composites à renfort textile permettent d'alléger considérablement les structures par rapport aux structures métalliques auparavant utilisées. 

La défense et l'énergie sont également des domaines d'application pour les recherches effectuées dans ce groupe.

### HCD: Human Centered Design
Pour les articles homonymes, voir HCD.
Le groupe HCD s'intéresse à des thématiques variées, parmi lesquelles la conception virtuelle de matériaux, y compris de vêtements, l'étude et l'optimisation de la logistique textile et la conception de textiles intelligents. Le développement de vêtements intelligents, la conception de vêtements « sur mesure » par biais informatique, l'intelligence artificielle appliquée au textile qui peut devenir objet communicant et la conception de capteurs et actionneurs textiles sont quelques-uns des projets entrant dans les spécificités du groupe HCD.

## Publications et brevets
De 2008 à 2013, 206 articles ont été publiés par les chercheurs du GEMTEX dans des revues à comité de lecture, 263 actes de conférences ont été diffusés et 47 brevets ont été publiés.

## Recherche et enseignement
Le GEMTEX est également un laboratoire d'accueil pour des stages de recherche. Y sont notamment accueillis des masters, à savoir le master recherche Génie des systèmes industriels en collaboration avec l'université Lille 1 et le master recherche Ingénierie des Matériaux et des surfaces avec les Arts et Métiers Paris Tech. Par ailleurs, une trentaine de doctorants et post-doctorants y effectuent en continu leurs recherches. 47 thèses de doctorat y ont été soutenues entre le 1er janvier 2008 et le 30 juin 2013.

## Réseaux de recherche
Le GEMTEX est membre des réseaux suivants :
- AUTEX[11] : Association of Universities for Textile. Association internationale d'universités du domaine textile ;
- Fiber Society[12] : Association scientifique internationale dans le domaine des fibres ;
- UPTex : Pôle de compétitivité réunissant des entreprises, instituts de recherche et laboratoires dans le domaine de l'innovation textile ;
- TriTex[13] : Transfert of research and innovations in textile. Programme de coopération transfrontalière de recherche textile ;
- Pôle de compétitivité PICOM : Pôle de compétitivité des industries du commerce ;
- Erasmus Mundus SMDTex[14] : doctorat international entre plusieurs laboratoires et universités.